# Landlibell
El Landlibell, también conocido como el Libro de los Once, es un documento elaborado por la Dieta del Tirol en Innsbruck el 23 de junio de 1511.

## Etimología
El término Libell proviene del latín y significa literalmente " libello ", o "libreto", o "quadernetto", dado que en realidad se veía así, un pergamino emitido con el sello imperial del emperador Maximiliano I de Habsburgo en 1511, parte de la constitución tirolesa.

## Orígenes
Este acto de confederación regulaba las cuestiones militares entre el Principado episcopal de Trento y el de Bressanone (junto con sus órganos principales como el capítulo de la catedral, el magistrado consular, la aristocracia y las comunidades del valle) con el condado de Tirol (también con sus órganos principales, por ejemplo la aristocracia local, el clero, las distintas ciudades y municipios rurales). El garante de este importante documento fue el emperador Maximiliano I de Habsburgo el niño prodigio del imperio coronado emperador en Trento en 1508. Se aseguró de que se respetara el acuerdo sobre la defensa territorial y la distribución de los cargos directamente conectados; se trataba por tanto de un acuerdo militar que establecía el número de campesinos y los que por algún derecho pertenecían a las clases altas para actuar ante una posible invasión territorial.
Desde un principio, estas reglas regularon los aportes económicos que sustituyeron a la ayuda militar; al hacer esto, aumentó los ingresos fiscales frente a la cámara de Innsbruck. De esta manera, se crearon fuertes lazos entre las dos partes pero también fuertes tensiones. De hecho, el Landlibell, aunque era un documento escrito comprensible para la mayoría, contenía ambigüedades que provocaron malentendidos en los siglos siguientes. Durante unos trescientos años, la historia del Tirol estuvo determinada en las esferas de la vida política, económica y social, por estas reglas.

## Estructura
Integrado por una milicia voluntaria local, el componente militar de defensa territorial estaba integrado por dos grupos:
- el Aufgebot (una especie de milicia casi permanente), dividida en unidades administrativas, donde según la amenaza consistía en una fuerza compuesta progresivamente por 5.000, 10.000, 15.000, 20.000 hombres;
- el Landsturm (una especie de reserva de población, en la forma en que la base del sistema de milicias austríaco hasta la fecha), en caso de una invasión repentina por parte del enemigo, todos los hombres válidos mayores de 18 hasta la edad de 60 tenían que ser llamados a las armas a través del sonido de campanas o el encendido de señales de fuego.

El Landlibell también contenía el hecho de que el Aufgebot y el Landsturm solo debían proporcionar servicio de guerra dentro del estado de Tirol y que ninguna guerra podía iniciarse sin la aprobación del propio Tirol, ya fueran del norte o del sur. Esta regla podría haber creado importantes problemas logísticos y tácticos para la estabilidad del imperio. También podría representar un precedente peligroso ya que el Imperio Austro-Húngaro estaba formado por soldados de diferentes naciones.
Las armas en general tuvieron que obtenerse de la armería de Innsbruck, que proporcionó armas y diversas herramientas. Por lo tanto, esto también implica el derecho de toda persona a portar un arma para protegerse. Originalmente, solo un tercio de los miembros estaban armados con armas de fuego, el resto tuvo que armarse con lanzas, palas, hachas y azadas.

## Disputas
El 13 de mayo de 1525, Michael Gaismair ( 1490-1532 ) fue nombrado capitán durante la revuelta campesina en Tirol y Salzburgo. Inmediatamente convocó la dieta provincial para junio siguiente en Innsbruck, donde solicitó una serie de concesiones al regente del condado de Tirol, el archiduque Fernando I de Habsburgo :
- igualdad ante la ley y redacción de un conjunto de leyes civiles y penales;
- abolición de los privilegios de la nobleza;
- elección de jueces y su retribución, para que sean independientes del cobro de sanciones pecuniarias;
- abolición del poder de la iglesia, a través de:

- la elección de párrocos;
- el destino de los diezmos únicamente para obras de caridad.

La dieta terminó con un compromiso, pero en agosto de 1525 Fernando I hizo arrestar a Gaismair en Innsbruck, canceló todas sus garantías y reprimió militarmente la revuelta campesina.

## Nuevos desarrollos
Ya en 1605 hubo un cambio en el reglamento donde se cambió el número de llamadas, de cinco a tres: 10,000, 15,000 y 20,000 hombres.
Claudia de Medici , en 1636, introdujo una reforma al sistema defensivo territorial previsto por Landlibell, sustituyendo las tres llamadas al reclutamiento por una "milicia territorial" de cuatro regimientos de unos 2.000 hombres entre 24 y 45 años. Cada regimiento constaba de seis compañías.
Fue durante el reinado del emperador Leopoldo I, en 1704, cuando el Landlibell fue reformado nuevamente, creando 12 compañías de francotiradores o tiradores al blanco (el equivalente de los Bersaglieri): el Schützen, que tenía la característica de estar obligado a entrenar constantemente en los campos de tiro o casinos de tiro presentes en el territorio primero con el arcabuz y luego también con las armas de fuego posteriores.
El cuerpo de Schützen se fundó oficialmente durante el reinado del emperador Leopoldo I de Habsburgo en el siglo XVII, mientras que la antigua milicia territorial fue reemplazada por el " Schützen territorial " o Scharfschützen , un cuerpo que se situó junto al Schützen descrito anteriormente.
El Landlibell ha pasado la evolución del Sacro Imperio Romano Germánico, luego al Austriaco y finalmente al Austro-Húngaro, dejando atrás importantes desarrollos en los campos de la vida política, económica y social. [14] Por lo tanto, la vigencia terminó con el comienzo de la Primera Guerra Mundial donde, de hecho, las tropas del Tirol también se utilizaron en otros frentes.

## Consecuencias
Con la llegada del nacionalismo romántico en el siglo XIX, Landlibell , junto con el personaje histórico Andreas Hofer , se convirtió en uno de los mitos fundadores del " Heimat " tirolés. La defensa territorial, aunque revisada, se mantuvo hasta el colapso del Imperio Habsburgo tras la Primera Guerra Mundial.